# Історія Богодухова
Стисла історія Богодухова знаходиться у статті, присвяченій місту.

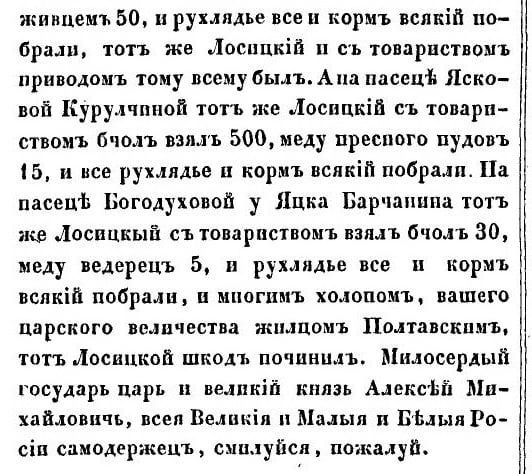
Фрагмент документу (чолобитної) 1659 року, в якому згадується Богодухова пасіка (Акты ЮЗР, т. 7. — СПб., 1872. — С. 287)

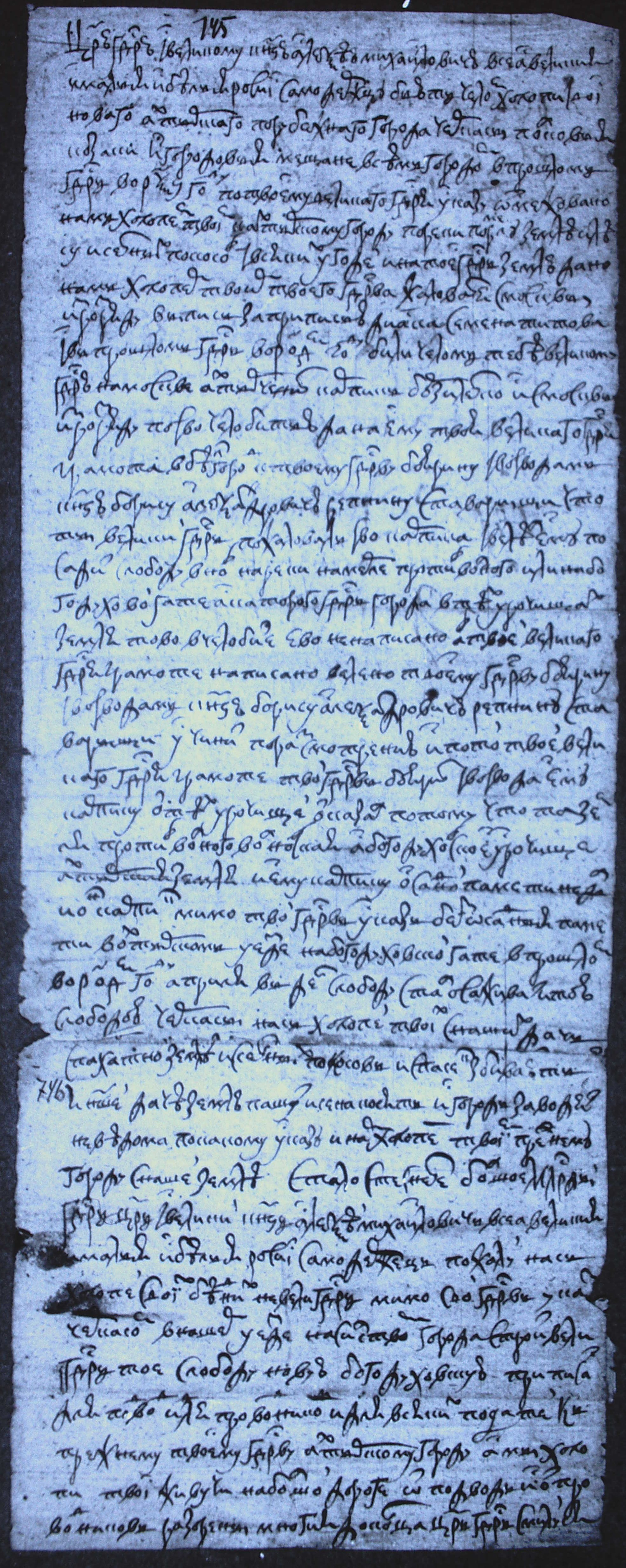
Чолобитна охтирців з безпосереднім свідченням про "осадження" Богодухової слободи в квітні 1666 року (РДАДА, ф. 210, оп. 12, спр. 599, арк. 745)

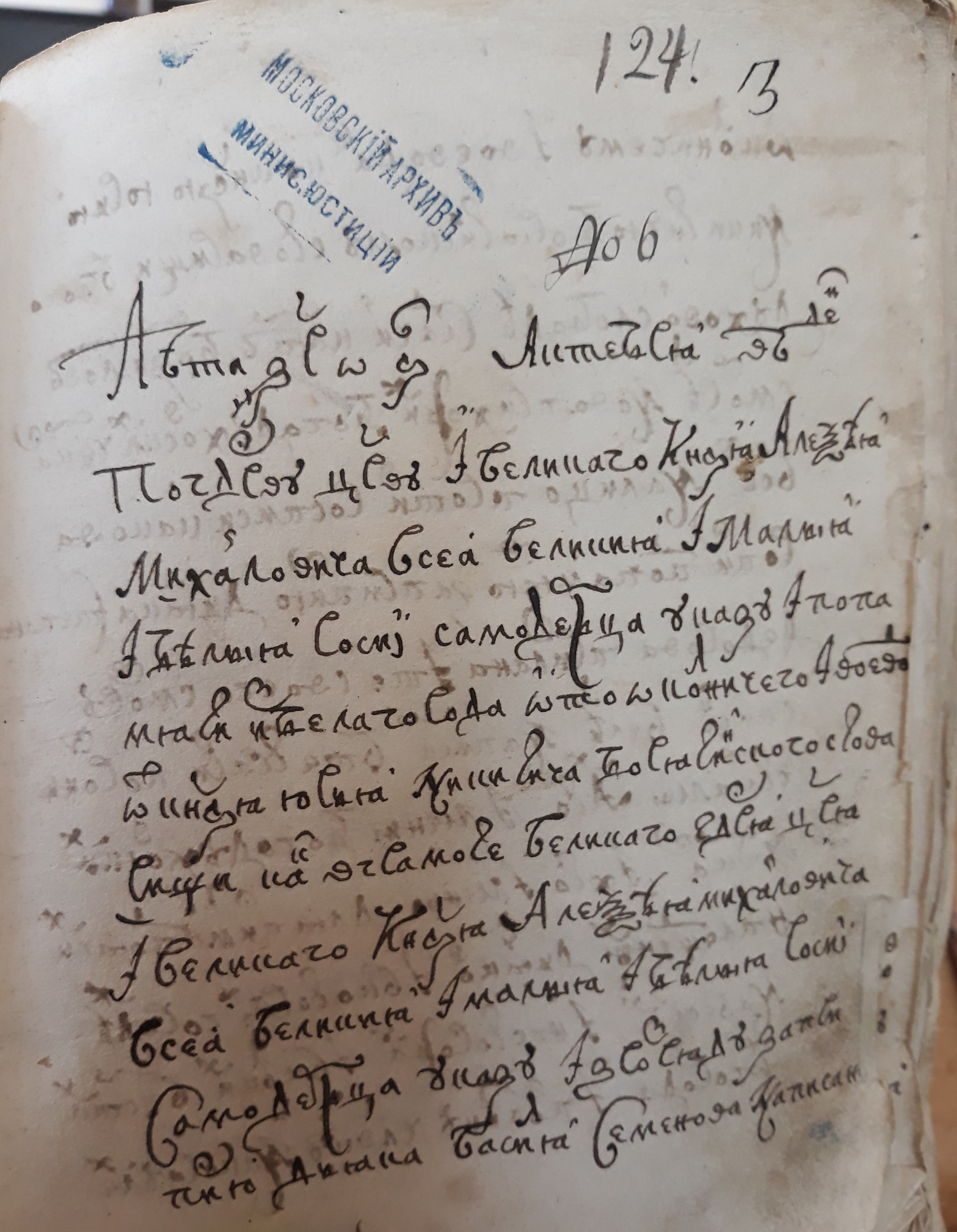
Перша сторінка перепису Богодухової слободи (Богодухова), жовтень 1667 року (РДАДА, ф.1209, оп.1, спр. 43, арк. 124)

## Походження назви Богодухова
Документальні дані щодо безпосереднього питання заснування в 1666 році первинно Богодухової слободи свідчать, що вже на момент осадження цієї слободи місцевість, де це відбувалось, вже називали Богодуховим урочищем та/або Богодуховою гаттю. 
Внаслідок побудови відповідного “міського” (“городового”) острогу Богодухова слобода стала власне за тогочасним визначенням “містом” (“городом”) і її стали переважно називати Богодуховим. При цьому в першій період існування Богодухова його також інколи називали і Богодухова Гать. Або навіть просто “Гать” (sok.riksarkivet.se/bildvisning/R0001542_00001). 
На так званій карті, яка датована приблизно 1670 роком та оригінал якої зберігається в Шведському національному архіві, “Креслення українським та черкаським містам з Москви до Криму ” Богодухів позначено саме як Гать 
В одному з документів 1659 року полтавські мешканці, які в той час володіли пасіками на території сучасної Слобожанщини, жаліються в чолобитній на “служивих людей” з міста Вольного (зараз Вільне Сумської області приблизно в 30 км від Богодухова), які пограбували ці їх пасіки. Зокрема, мова йде про “Богодухову” пасіку, що належала тоді там полтавському мешканцю Яцьку Барчанину: “..На пасеце Богодуховой у Яцка Барчанина тотъ же Лосицкый съ товариствомъ взялъ бчелъ 30, меду ведерицъ 5, и рухлядье все и корм всякий побрали, и многимъ холопомъ, вашего царского величества жилцомъ Полтавскимъ, тот Лосицкой шкодъ починилъ”. (Акты ЮЗР, т. 7. — СПб., 1872. — С. 287 ).
Вірогідно, ця пасіка могла знаходитись на місці чи поблизу місця подальшого та сучасного розташування Богодухова.
Що ж до первинного джерела походження “Богодухових” топонімів (пасіки, урочища, гаті), від яких і отримало назву поселення, то дуже вірогідно, що це похідна від тогочасного широко розповсюдженого прізвища/прізвиська Богодух (чи в подібних варіаціях). Лише приміром, архівні документи фіксують в 1640-і роки корочанського “черкаса” Бододуха (який був, в тому числі, і сотником Корочанських черкас), а за даними Реєстру війська Запорозького 1649 року Гадяцьким сотником Полтавського полку був Іван Богодун. 
І навіть самі богодухівці в рапорті в Охтирську полкову канцелярію в 1725 році пояснювали назву свого поселення саме тим, що так звався один з засновників Богодухова (ЦДІАК, ф. 1721, оп.  1, спр. 8, арк. 4). Видається, що вони були тоді не дуже далекі від істини. Хоча і не до кінця. Як видно з документів саме часу заснування Богодухова топонім з подібною назвою існував там раніше за заснування самого поселення. Отже поселення отримало свою назву від цього топоніму. Це просто історичний документальний факт. А от припущення про те, що топонім цей зрештою так був названий за прізвищем/прізвиськом Богодух видається дуже вірогідним.

## Перші поселенціБогодухівщини(1666р.)
Богодухова слобода на місці Богодухова урочища та Богодухової Гаті була заснована в квітні 1666 року. В архіві збереглись безпосередньо документи щодо цього заснування, включно з відповідним листуванням (РДАДА, ф. 210, оп. 12, спр. 599, арк. 336-337а, 745-749).
“Осадчим” нового поселення був охтирський мешканець Карпо Іванович Борзиленко (в деяких документах його прізвище подано на московський манер як “Борзилов”, але в тих же документах сказано, що він був “черкасом”, тобто українцем).
Землі, на яких було засновано Богодухів, на момент цього заснування належали також охтирським мешканцям. В Богодуховому урочищі були розташовані їх луки, сіножаті, пасіки. Як наслідок цього, з приводу заснування Богодухова мав місце конфлікт між мешканцями Охтирки, які володіли там землями, та переселенцями-засновниками Богодухова.
В архіві зберігся також перший перепис Богодухова, датований жовтнем 1667 року (РДАДА, ф. 1209, оп. 1, спр. 43, арк. 124-151).
В цьому документі також згадується в якості “осадчого” Карпо Борзиленко (“Борзилов”). Зокрема, документ цей від його імені засвідчений “рукоприкладством” попа Успенської церкви Богодухова Лаврентія Пилиповича (“Лаврентия Филипова”).
Також в цьому документі згаданий отаман Тимош Криса (Крись, Крися).
При цьому “отаман” в той час була виборна посада певного слобідського самоврядування. Аналогічних “отаманів” мали тоді і інші слобідські міста. І сам Богодухів мав в подальшому і інших отаманів (приміром, за даними так званого Ландратського перепису 1718 року отаманом в Богодухові був Григорій Гребінник). Разом з тим в той час цього голову громади називали часто також “війт”.
Фрагменти перепису 1667 року в 1886 році опублікував Д. І. Багалій в першому томі “Історії колонізації та побуту ...”(стор. 37-38).
Але там документ цей був помилково датований 1662 роком, а самі його фрагменти опубліковані під назвою “Опись  г. Богодухова 1662 г. ”.
В результаті довгий час роком заснування Богодухова помилково вважався 1662. Хоча, приміром, ще в Топографічних описах Харківського намісництва кінця 18 сторіччя рік реального заснування Богодухова, 1666, зазначений правильно.

## Основні моменти життя перших поселенцівБогодухівщини(XVII ст.)
Уже в перші роки свого існування Богодухів зазнав нападу татар.  На початку 1669 р. татари знову з'явились на Слобожанщині. І цього разу вони були відігнані. Під час селянської війни 1670 р. Богодухів став ще одним з багатьох міст, населення якого брало участь у виступах Степана Разіна. Проте сили сторін були нерівні, і в листопаді повстання на Слобожанщині було жорстоко придушене. На 70-ті роки припадає нова хвиля переселень українців у транскордонні землі Дикого Поля, які намагалося закріпити за собою Московське царство. Саме в цей час значно зросли або були засновані Сінне, Павлівка, Хрущова і Полкова Микитівки. Сінне виникло 1672 р. Свою назву село отримало від Сінної криниці, з якої бере початок р. Сіннянка. Навколо поселення було збудовано острог, на озброєнні якого були гармати. Павлівка спочатку була хутором, розташованим на землях богодухівського осавула (помічника сотника) Павла Павлова, і виникла років на десять пізніше Богодухова. Тісно пов'язана історія трьох інших поселень— Мурафи, Хрущової і Полкової Микитівок. Перше з них було засноване в кінці 60-х років. У 1676 р. до Мурафи з-за Дніпра прибуло 260 чоловік Уманського полку на чолі з полковником Микитою Сененком (вихідцем з Буків). Це були козаки, їх жінки, діти, яким вдалося врятуватися після страшної навали турків на Правобережжя.

## Війна зі шведами (1700—1709рр.)
Тогочасний полк являв собою адміністративно-територіальну і військову одиницю, якою управляв полковник зі старшиною. Полк поділявся на сотні, які управлялись за тим же зразком. Основна влада зосереджувалась у руках сотника, але він не мав права роздавати землю. Охтирський слобідський полк, а в його складі і люди з Богодухівської сотні, брали участь у багатьох військових операціях, зокрема, в двох походах російських військ під командуванням В.В Голіцина, здійснених проти ханського Криму.
У 1700 р. почалася Північна війна між Росією та Швецією. Уже наступного року Охтирський слобідський полк у складі 820 чоловік вів бої проти шведів в іжорській землі. Не думали — не гадали козаки, що через кілька років їм знову доведеться вести бої зі шведами, але вже не там, на холодній Півночі, а на рідній землі. У той час гетьманом Лівобережної України був Іван Мазепа, людина неординарна, навколо особи якої ось уже протягом майже трьох століть не стихають суперечки.
У вересні 1708 року шведська армія, що рухалась на Москву, різко змінивши напрям, посунула в Україну. Шведів запросив сюди Мазепа. Він обіцяв Карлу ХІІ провіант, фураж і всіляку підтримку живою силою у подальшій спільній боротьбі проти Росії. На початку лютого великий загін шведів і мазепинців спробував через Богодухів пробитися на дорогу до Москви. Самовпевненість Карла ХІІ доходила до смішного (за спогадами сучасників, його тішила честолюбна думка, що досить лише просунутись на кілька верст на схід і він буде вже в Азії).
Але між Красним Кутом і Городним шлях ворогу заступив корпус генерал-лейтенанта Ренне. На правому боці шведи потрапили в засідку, були розбиті і в паніці відступали до Красного Кута. На лівому — росіяни, давши залп з мушкетів, пішли врукопашну і прорвали лінію ворога. Намагаючись зупинити своїх втікаючих вояків, Карл ХІІ ледве вибрався з халепи: під ним було вбито коня, загинуло кілька його найближчих охоронців. Залишивши, за переказами, капелюха на полі бою, король утік і до вечора переховувався у вітряку, побоюючись найбільшої ганьби — полону.За ганьбу під Гродним ворог мстив по дорозі мирному населенню: спалив Красний Кут, Мурафу, Коломак, Каплунівку та інші села, перебив або забрав із собою їх жителів, худобу, продовольство.
Однак за свої злочини шведи не залишились безкарними. Їх наздогнало російське військо і разом з місцевими партизанами відбило награбоване добро, звільнило полонених слобожан. О. Меншиков у листі від 18 лютого з Богодухова писав Петру І, що в умовах відлиги і широкого розливу рік, діючи «малыми партиями докучать (ворогу) не оставляем». І особливо на переправах через Мерло рухливі загони такого страху наганяють, що ворог кидає вози награбованого і переправляється вплав, а іноді топить гармати і амуніцію. Остаточно, як відомо, шведи були розбиті під Полтавою влітку 1709 р.

## Напади татар (поч. XVIII ст.)
На перші два десятиріччя XVIII ст. припадає остання хвиля переселень українців з-за Дніпра. Саме тоді виникли Шарівка, Ріпки, Вертіївка та інші поселення. Перше з них дістало назву від прізвища засновника — осавула Охтирського полку Матвія Шарого. 20 березня 1709 р. він подав чолобитну на ім'я царя і одночасно «супліку» охтирському полковнику Федору Осипову з проханням дати йому «позволительный лист» на поселення на його хуторі, заснованому раніше на купленій землі, нової групи. Такий дозвіл йому було дано. Пізніше він придбав за 4 карбованці «луг и пахотную ниву по сю сторону Мерчика Шаровки». Колишній хутір перетворився в село. У 1718 р. виникла Дем'янівка коло Богодухова, а ще через 4 роки — Вертіївка і Ріпки, що належали до Вільшанської сотні Харківського полку.
На цей же час припадають і останні набіги кримських татар на Богодухівщину. У червні 1711 р. вони підійшли до міста, попередньо пограбувавши села, що трапились по дорозі. Під час цього набігу біля Харківських могил (між Богодуховом і Крисиним) було взято в полон засновника Павлівки, тоді вже полкового обозного Павла Гавриловича Павлова разом із дружиною. За великі гроші дружина визволилась, пообіцявши зібрати кошти і для викупу чоловіка. Але невдовзі той помер у неволі, так і не дочекавшись визволення. Убита горем жінка віддала зібрані гроші на будівництво в 1716 р. соборного храму в Богодухові. В ньому довго стояв портрет Павлова, а під ним напис, складений якимось місцевим піїтом.
Окремі татарські напади були й пізніше.

## У тенетах кріпацтва (XVIII—XIXст.)
З початку XVIII ст. посилюється процес розшарування населення: з'являється кріпацтво. Станом на 1732 р. на Богодухівщині (в теперішніх межах) було вже близько 20 населених пунктів.
У Богодухові було 554 двори, де стояло 620 хат і проживало в них 1830 душ. Основну масу становили козаки (331 чоловік у 79 дворах) та їх падпомічники (1347 чоловік, 348 дворів), у місцевого сотника, крім підпомічників, було четверо служителів, у трьох підпрапорних — 4 робітники, у козаків та інших власників — 60 робітників і сусідів. Найбільшим власником кріпаків у місті був протопоп Герасим. За ним було записано 28 підданих, що жили в чотирьох дворах. У відомостях зафіксовано також 6 шинкарів, також шпиталь для старих і калік, де знайшли притулок 6 убогих. У другому за величиною сотенному містечку Сінному проживало 804 душі, 198 з них несли військову службу, а 519 в цьому їм допомагали. Багатим кріпосником тут був сотник Йосип Шарий, що встановив для своїх 25 підданих дводенну панщину. Четверо кріпаків працювали на місцевого попа Васильєва, шестеро інших обслуговували служителів культу. У Полковій Микитівці 580 чоловік були козаками і підпомічниками.
У Хрущовій Микитівці майже всі жителі перебували у кріпацькій залежності. Долею 420 з них розпоряджався ніжинський полковник І. С. Хрущов.
У такому ж становищі перебувала колись вільна Матвіївка, що належала тепер Василю Осипову. 524 з 539 її жителів тягли кріпацьке ярмо, тричі на тиждень виходячи на панщину.
У Куп'євасі лише 20 чоловік з 303 вважались вільними, останні, за винятком малолітніх, повинні були два дні гнути спину у господарстві вдови колишнього охтирського полковника Перекрестова.
Зазнавали утисків 215 кріпаків Ріпок, 168 підданих Вертіївки, що належали обозному Харківського полку Ковалевському.
Сусідня Кадниця була власністю Г. Ковалевського, підпрапорного того ж полку. Крім людей, орних земель, лісів і луків, йому належали млин і винокурний завод. Вісім кріпаків порались на панському дворі, останні 82 «работают всякую работу». Не легшим було становище селян-кріпаків Кручика, Лозової, Дем'янівки, що належали тоді «богодухівському сотницькому синові» Івану Федорову.
Двічі на тиждень повинні були працювати на користь вдови Матвія Шарого 69 жителів Шарівки.
Як бачимо, минуло зовсім небагато часу, а значна частина колись вільних селян стала кріпаками.
У 60-х роках XVIII ст. в адміністративному і військовому устрої нашого краю відбулися великі зміни. Поділ на полки було скасовано, на їх території було утворено Слобідсько-Українську губернію. Вона поділялась на 15 провінцій, а ті на комісарства. Богодухів став військовою слободою, центром однойменного комісарства Охтирської провінції, а його жителі дістали офіційну назву «військових обивателів».
За 35 років, що минули після перепису 1732 р. в Богодухівському комісарству список дворян очолював командир Охтирського гусарського полку генерал-майор Подгоричані. Йому було пожалувано за службу с. Гути. На нього працювали 642 кріпаки. Ще більшою була «вдовствующая поручица» Євдокія Осипова. Вона у Матвіївці і Лесківці мала 791 підданого. Прапорщик Павлов у Лозовій мав 229 підлеглих. На братів Хрущових у Хрущовій Микитівці працювали 849 кріпаків. Показово, що лише 40 з них були привезені з російських губерній, а решту «придбали» уже на місці. Те ж саме і в сусідній Шарівці: з 815 підданих прем'єр-майора Абази росіян було лише шестеро.
У 80-х роках посаду городничого в Богодухові займав Семен Турковський. Користуючись владою, зосередженою в його руках, він почав округляти свої земельні володіння. До великого наділу на Херсонщині придбав ділянки землі біля Семенового Яру.

## На волю (з 1861р.)
У 1802 р. на території Богодухівського повіту (він був у 2,5 рази більше від теперішнього району) проживало майже 39 000 чоловік. Селяни становили близько 31 500 чоловік, з них 14 666 душ були кріпаками. І хоч татарська загроза вже минула, життя простого люду не покращало. Як і раніше, кріпаки забезпечували урожай на панському полі. З кожним десятиліттям посилюється боротьба проти кріпацтва, за волю. Як видно з рапорту богодухівського земського справника на ім'я губернатора, лише в травні-липні 1858 р. «во многих имениях неповиновение и непослушание некоторых из крестьян» охопило 13 населених пунктів повіту, в тому числі Братеницю, Кленове, Лесківку, Мар'їне та ін. Посиленню антикріпацької боротьби, що наростала в усій країні, значною мірою сприяла агітаційна та пропагандистська діяльність революційно-демократичної інтелігенції.
Наляканий посиленням визвольного руху народу, царський уряд змушений був піти на скасування кріпацтва.
11 березня 1861 р. у церквах читали документ про дарування селянам «волі». У наступні дні, незважаючи на бурхливий розлив р. Мерла, спеціальні уповноважені добиралися до віддалених маєтків, щоб повідомити кріпаків про новину. Як весняні води, вирувало селянство, що чекало цієї події з покоління в покоління. Але свобода, «дарована» царем, виявилася зовсім іншою, ніж та, за яку вони боролися. Селян «звільнили» не лише від всевладдя пана, а й часто від землі. Зробили їх злидарями, які змушені були, тепер уже добровільно, гнути спину на вчорашнього кріпосника. Ось численні приклади з місцевої історії. У Дмитрівці і Матвіївці у поміщика — предводителя богодухівського дворянства полковника Дмитра Кованька було 41 чоловік дворових і 199 душ, що відбували панщину (це крім маєтку на Полтавщині). Землю в розмірі 400 десятин одержали лише 188 чоловік, за неї щорічно треба було сплачувати оброк. У брата предводителя дворянства статського радника Миколи Кованька у Матвіївці з 238 колишніх кріпаків наділи в розмірі 2 десятини на душу одержали 206 чоловік. І в Куп'євасі 351 чоловік одержав у своє користування наділи в два рази менші від необхідного для нормального господарювання.
На відміну від згаданих сіл, у Гутах 251 селянин поручика Влєзкова замість 502 десятин землі, якою вони користувались до реформи, одержали лише 210, тобто менше десятини оранки. Цікаві дані містяться в уставній грамоті по с. Кленовому. Тут місцевий поміщик Степан Анненков і його дружина 106 своїм кріпакам наділили по 3, за собою ж залишили 72 десятини.
Нинішнім жителям Семенового Яру, мабуть, цікаво буде дізнатись про становище після реформи 1861 р. їхніх прадідів. Село належало тоді генерал-майору Ф. С. Мочульському. Його жителі чоловічої статі в кількості 55 душ одержали в своє користування всього 84 десятини землі, з яких 10 десятин були під будівлями і вигоном. Крім щорічної сплати грошей, з кожного наділу треба було відпрацювати на поміщика 45 днів. З урахуванням інтересів пана все було розписано з точністю до дня. В літній період, наприклад, щотижня повинні були працювати на панському полі 34—35 чоловіків і 25—26 жінок, узимку — 22—23 чоловіки і 17—18 жінок. Оброк на користь Мочульського вносився громадою в два строки по 173 крб. 52,5 копійки вперед за півріччя. Відставний генерал і його управляючий ревно слідкували за своєчасним виконанням повинностей на їх користь.
Після скасування кріпосного права економічний розвиток повіту пішов трохи швидше. Цьому сприяло і відкриття в 1887 р. залізничного сполучення між Сумами і Харковом. На кінець століття найбільшими власниками в повіті були: Кеніґ, якому належали Гутянський цукровий, Кленівський і Шарівський винокурні заводи, великі масиви орної землі й лісу, Харитоненко, поміщики Кованько, Карпова та ін. Проте Богодухів залишався містечком кустарів, жителі якого, крім землеробства, займалися ще чинбарством, виготовленням кожухів, пошиття взуття. Було всього 5 промислових підприємств, на яких працювало 25 робітників.

## Початок ХХ століття
На початку XX ст. в Україні розгорнувся масовий рух селян за землю. Широкого розмаху він набув у 1902 р., особливо в Полтавській і Харківській губерніях. Він почався в кінці березня 1902 р. на Полтавщині і швидко охопив сусідні повіти Харківської губернії, особливо Валківський і Богодухівський.
Для утихомирення селян повіту вранці 3 квітня до Богодухова залізницею прибув батальйон Тамбовського полку. Одна рота його зразу ж була направлена на Гутянський цукровий завод Кеніґа, друга в Наталівку — маєток багатія Харитоненка, третя — на Пархомівський завод, четверта — залишилась у місті. Виникло небачене для мирного часу становище: повіт буквально кишів військами.
9 (22) січня 1905 р. за наказом царя в Петербурзі було розстріляно мирну демонстрацію робітників, що прийшли до Зимового палацу просити у монарха полегшення свого становища. Це сколихнуло всю країну, викликало глибоке обурення народних мас, передової інтелігенції. Почалася революція, перша народна революція в Росії, що тривала до середини 1907 р.
Піднесення революційних настроїв відмічалось і на Богодухівщині — цьому сприяло широке розповсюдження в повіті забороненої літератури. У травні заборонена література була знайдена в Кленівській економії, в с. Максимівці. У місцевих жителів Миколи Чудного, Тихона Тарасенка, Анастасії Кереметової і Ганни Чудної вилучено 28 примірників листівок революційного змісту.
25 травня 1905 р. селяни с. Кленового розгромили економію. Приводом до цього послужило звіряче вбивство панським об'їжджиком селянина Трохимова, який «без дозволу» ловив рибу у ставку. Озброєні чим попало селяни вступили в справжній бій з кінними стражниками, які розганяли людей нагайками. На місце сутички терміново було викликано роту солдатів. Це була перша на Харківщині з початку революції збройна сутичка селян з владою.
27 грудня 1905 р. у приміщенні богодухівського театру відбувся політичний виступ на знак протесту проти звірячої розправи царизму з робітниками Москви, Харкова, Горлівки та інших міст. Того вечора глядачі, перервавши виставу, вимагали від артистів виконання «Марсельєзи» і похоронного маршу. Представники місцевої знаті поспішили покинути приміщення.
Попри те, що вища точка революції вже була позаду, виступи наших земляків продовжувались і в 1906—1907 рр. У боротьбі з розбурханими масами царський уряд дотримувався тактики «батога і пряника», тобто діяв не лише методами репресій, а й шляхом проведення деяких реформ. У грудні 1905 р. було видано закон про вибори до Державної думи. У березні 1906 р. у Богодухові відбувся повітовий з'їзд уповноважених від волостей, на якому було обрано виборщиків на губернські збори. Останні повинні були обрати депутатів Думи. На повітовий з'їзд прибув 41 представник, з них: попів — 25, дворян, купців та ін. — 6, селян — 10. Абсолютну більшість населення повіту (понад 165000 чоловік) представляли лише 10 уповноважених. Фактично ж із цих десяти лише двоє відбивали інтереси основної маси селянства, вісім, володіючи наділами від 17 до 124 десятин, тягли руку за поміщиками та духовенством. Така ж приблизно картина спостерігалась і під час виборів до ІІ Державної думи.
Наляканий могутнім селянським рухом, імперський уряд був змушений проводити нову аграрну політику, що за прізвищем її ініціатора дістала назву столипінської.
За 1906—1908 рр. з 72 поселень Богодухівського повіту виїхало «шукати щастя» в далекі краї 430 родин (2942 душі). Найбільше людей назавжди покинули насиджені місця з Хрущово-Микитівської волості — 18 родин (129 душ), Сіннянської — 14 родин (116 душ), Богодухівської — 11 родин (93 душі). Найбільша їх кількість опинилася в Томській губернії (2047 душ), в Акмолінській (408), Єнісейській (194), у Приамур'ї і Примор'ї (200 чоловік). Не всі переселенці прижилися на нових місцях, частина з них, втративши все майно, повернулася назад жебраками.

## Перша світова війна
Світова війна, що почалася в серпні 1914 р., погіршила становище народу: тисячі чоловіків були забрані в армію, вдома залишились жінки, старики та діти.
Біль, образа, обурення солдаток прорвались. 18 серпня опівдні близько 50 жінок з міста та навколишніх сіл з'явились до Богодухівського волосного правління і стали вимагати виплати грошової допомоги. Найсміливіше діяли Є. П. Гарбузова, Н. О. Сластінова, Є. Й. Денчик із селища Засіннянський Міст.
За розпорядженням харківського губернатора крім трьох названих учасниць цього виступу, відбували покарання ще Марія Ярова з селища Гути, Марія Вербицька з хутора Щербаки.
Подібні випадки наруги над людьми, нестатки в зв'язку з війною нерідко штовхали людей на рішучі дії. Один з таких випадків, названий поліцією «волнение на базаре», відбувся в м. Богодухові 19 серпня 1916 р. Як і два роки тому, учасниками виступу були, в основному, жінки, але їх тепер було далеко більше і діяли вони рішучіше.
Годині о восьмій зростає пожвавлення. Преходячи від прилавка до прилавка і не знаходячи там потрібних речей, жінки висловлюють незадоволення. Цукор продається лише в двох-трьох місцях по фунту в руки, черга така, що півдня стоятимеш. Підскочили ціни на тканину.
Не змовляючись, жінки розбирають мило за старою ціною, заявляючи, що так будуть робити і надалі. Купчиха швидко зачиняє крамницю, а через кілька хвилин, як за командою, це роблять і інші власники магазинів.
Напруження зростає. Великий натовп зібрався біля крамниці Маслянникова. На неодноразові прохання відчинити двері, продати цукор і олію прикажчики відповідають, що весь крам продано. Обурені брехнею, люди напирають. Забряжчали шибки у дверях і вікнах… На площу прибув наряд кінних і піших поліцейських на чолі зі справником Іллінським.
З натовпу хтось кричить «Бий поліцію!». Люди ніби цього й чекали. В царських опричників полетіло каміння, паліччя — все, що було під руками. Довелось поліції відступити. Лише після того, як воїнський начальник надіслав підмогу, «порядок» було відновлено.
Побоюючись нового «хвилювання», начальство сконцентрувало в місті всі свої резерви — 25 стражників і 20 городових.

## 1917 рік
У кінці лютого 1917 року відбулася друга революція в країні. Утворились ради робітничих, солдатських та селянських депутатів і Тимчасовий уряд. У березні виникла Центральна Рада — об'єднаний орган політичних партій та громадських організацій України. Вона видала Універсал про національно-територіальну автономію України, а також про конфіскування землі у поміщиків. Але невдовзі вона була придушена Радянською владою.
3 грудня 1917 р. Богодухівська повітова Рада селянських депутатів прийняла резолюцію, в якій говорилось, що вона «…вітає Українську Центральну Раду за її працю з утворення ладу в Україні і голосно заявляє, що селяни всі сили напружать, щоб Українська Народна Республіка жила вільно і в згоді з усіма організованими народами Росії. Тепер же піддержуємо Українську Центральну Раду до Українських Установчих Зборів, яким Центральна Рада зробить відчит і передасть владу в Україні».
Але недовго тривала нова Українська держава. У кінці грудня 1917 р. у Харкові (а не в Києві, бо ближче до Москви, безпечніше) відбувся сфальсифікований, т. зв. «Всеукраїнський» з'їзд Рад, на якому серед присутніх більшість становила партія більшовиків. Він проголосив Радянську владу в Україні.

## Голодомор1933року
У Богодухівській волості (найбільшій з 23 волостей повіту, до якої входило 16 населених пунктів) на початку 1920 р. з 4507 господарств 725 були безземельними. Це кожен шостий селянський двір. Ще 2854 господарства мали землі менше встановленої норми (3/4 десятини на їдця). Виходить, що майже 80 % дворів, у яких проживало близько 24000 душ, чекали перерозподілу землі, сподіваючись після нього поправити своє скрутне становище.
Основним гальмом у розвитку сільського господарства ставала продовольча розкладка (продрозверстка). Торгівля була заборонена, та й продавати селянину після виконання продрозверстки було нічого. Селянство почало відкрито і все голосніше виражати невдоволення. Оскільки при «викачці», як тоді казали, хліба за продрозкладкою все частіше заготівельники зустрічали опір, їм на допомогу посилались озброєні загони. Навесні 1921 р. Радянська держава перейшла до нової економічної політики (неп). Основу її становили: продподаток замість продрозкладки, вільна торгівля продуктами праці після сплати податку і т. ін.
16 грудня на засіданні бюро в присутності уповноважених та інших керівників районних служб знову йшла мова про хід виконання плану заготівлі хліба. Повідомлялось, що в цілому в районі він виконаний на 61,3 %. Було названо 10 сіл, в яких в індивідуальному секторі не було здано жодного кілограма хліба. Таке ж становище було і в колгоспах Богодухова, Кручика, Матвіївки, Петропавлівки, Полкової Микитівки, Братениці, Вертіївки.
Наближався голод, а селянина-землероба, що годував країну, хотіли залишити без хліба. Частина чесних керівників, ризикуючи своїм становищем, йшла на «порушення», дозволяючи видавати на трудодні до 30—40 % обмолоченого. За це, звичайно, карали. Та, незважаючи на найсуворіші засоби впливу, план із заготівлі хліба не був і не міг бути виконаний. А голод невблаганно насувався, заглядав у більшість селянських хат. Треба було вживати негайних заходів, рятувати людей. Проте відкрито сказати про загрозу — значить, визнати крах взятого курсу на суцільну колективізацію. «Батько народів» обрав інший шлях — заявив на всю країну в січні 1933 р.: «Ми, безперечно, добилися того, що матеріальне становище робітиків і селян поліпшується у нас з року в рік. В цьому можуть сумніватись тільки закляті вороги Радянської влади».
З розповідей людей, що пережили голодомор 1932—1933 рр., постає жахлива картина народного горя, що спіткало колись багате українське село. Розтягуючи на довше мізерні запаси, люди випікали хліб, додаючи в борошно висівки, кору дерева, а коли зійшов сніг, збирали на полях і їли гнилу картоплю, продуктом харчування для багатьох було насіння диких трав, м'ясо загиблих тварин, собак, кішок. Ніхто не рахував жертв. Рятуючи колгоспників від голодної смерті, окремі керівники сільгоспартілей у критичний момент давали дозвіл на укіс, обмолот і розподіл хоч потроху ще недозрілих зернових. Саме за це голову колгоспу позбавляли посади і виключали з партії. За крадіжку майна колгоспу закон вимагав застосовувати вищу міру покарання — розстріл або ув'язнення на десять років з конфіскацією усього майна. Всього, за неповними даними, в районі було заведено 3564 справи. Через суд пройшли 223 бідняки, 848 середняків і 1206 заможних селян.
Найбільшим, найстрашнішим злочином проти народу з боку всевладного ґенсека був той штучно організований голод 1932—1933 рр., про наслідки якого для нашого краю можна судити тільки опосередковано, оскільки прямих офіційних даних немає. Якщо взяти для підрахунків дані лише десяти сіл району (Крисине, Братениця, Вертіївка, Вінницькі та Корбини Івани, Дмитрівка, Заброди, Матвіївка, Павлівка і Полкова Микитівка), то загалом у 1932 р. народилось 802 чоловіка, а померло 506; у 1933 р. народилось 329, а померло — 2580. Тоді пішло з життя у Дмитрівці 208 чоловік, Павлівці — 226, Крисиному — 320, Забродах — 377, Віницьких Іванах — 438, Полковій Микитівці — 503 душі. Нікого, крім одної-єдиної онуки, не залишилося від великої сім'ї з семи чоловік Михайла Васильовича Вакуленка, що проживала у селі Крисине і була розкуркулена в 1929 р.
Зловісна хвиля безпідставних репресій кінця 20-х — початку 30-х рр. була лише своєрідною прелюдією до ще страшніших подій 1937 р., що залишився в пам'яті людей як символ свавілля, жахливих злочинів імперської влади Москви.
Список жертв сталінського терору можна продовжувати далі, але й приведеного досить, щоб зробити висновки. Після голодомору 1932—1933 рр. репресії другої половини тридцятих років були ще одним замахом на найкращих представників народу, ще однією хвилею винищення ґенофонду української нації. Беззаконня, свавілля сіяли страх, убивали ініціативу, породжували байдужість, негідницькі дії з боку слабодухих і в результаті ослабляли суспільство напередодні Німецько-радянської війни.

## Друга світова війна (1939—1945рр.)
22 червня 1941 р., всупереч пакту Молотова — Ріббентропа, розпочалася Німецько-радянська війна.
З перших днів війни більшовицьке керівництво району розгорнуло діяльність із переведення народного господарства на воєнний стан.
Уже в червні-липні до червоної армії було мобілізовано тисячі богодухівців, у тому числі понад 1500 жителів міста Богодухів.
Зазнавши невдачі у наступі на Харків з півдня, гітлерівці зосередили увагу на ударі з боку Полтави. Прорвавши фронт червоної армії, ослабленої у попередніх боях у районі Опішні, моторизовані колони німців 12 жовтня 1941 року увійшли до Богодухова.
Бої мали жорстокий, запеклий характер і продовжувалися всю другу половину дня 13-го, ніч і весь день 14 жовтня. У них брали участь танкісти 1-ї та 132-ї танкової бригади та бійці 9-ї кавалерійської дивізії Червоної армії. У боях за місто особливо відзначились старший сержант Т. М. Шашло і рядовий М. П. Криворотов. Втім, німцям все ж вдалося захопити Богодухів.
На окупованій території німецька влада встановила режим терору, аналогічний до того, який у 30-х роках підтримувала влада більшовиків.
На Богодухівщині успішно діяла, збираючи розвідувальні дані та проводячи агітацію серед населення, комуністично-партизанська група в складі О. Я. Кирилова (командир), Д. Ю. Лагерєва, О. Н. Шукліна, В. Ф. Олійника, С. І. Митрофанова, С. Д. Кузьменка, Р. Хирного, Ф. С. Могілевської. З кінця вересня 1941 до липня 1942 р. територією Харківщини проходила лінія фронту. У цей час чимало радянських партизан було схоплено і вбито гітлерівцями. У жовтні 1941 р. комуністи організували підпільні Богодухівські обком і райком комсомолу. Їх створили Ф. П. Ситник, Б. Р. Денчик, М. П. Кириленко, М. П. Подолянко та інші. Комсомольці здебільшого здійснювали усну агітацію серед місцевого населення та розповсюджували більшовицькі листівки з Харкова.
Відомо, що Олександр Андрійович Рябко з с. Крисине протягом п'яти місяців переховував десятьох поранених червоноармійців. І всіх зберіг і виходив. Командуванням військової частини, куди повернулись бійці після одужання, комуніст був відзначений радянською нагородою.
Активно допомагали червоноармійцям, ставлячи під загрозу своє життя, лікарі М. М. Ревковський та його син, М. О. Козловський, медсестри М. Підгулько, С. Решняк, а також сестри Климченко, В. Турчан, О. А. Рябко, М. Є. Бурда, М. Тищенко, О. І. Сіроштан, Г. В. Острась, Н. Д. Буркун та багато-багато інших. За сприяння та допомогу військовим та партизанам чимало з них зазнало страшних тортур і переслідування з боку німецької комендатури та поліції.
Силами 69-ї танкової бригади К. І. Овчаренка, частин танкового корпусу генерал-майора А. Л. Гетьмана, 22-й танкової бригади підполковника Н. Г. Веденічева, 200-й танкової бригади полковника М. В. Моргунова, 1461-му артилерійського полку Г. Є. Нікуліна, 79 гвардійському мінометному полку підполковника І. І. Бондаренка, Червона армія змогла визволити Богодухова від німців та відновити радянську владу. Сталося це 7 серпня 1943 р.